# Fassbrause

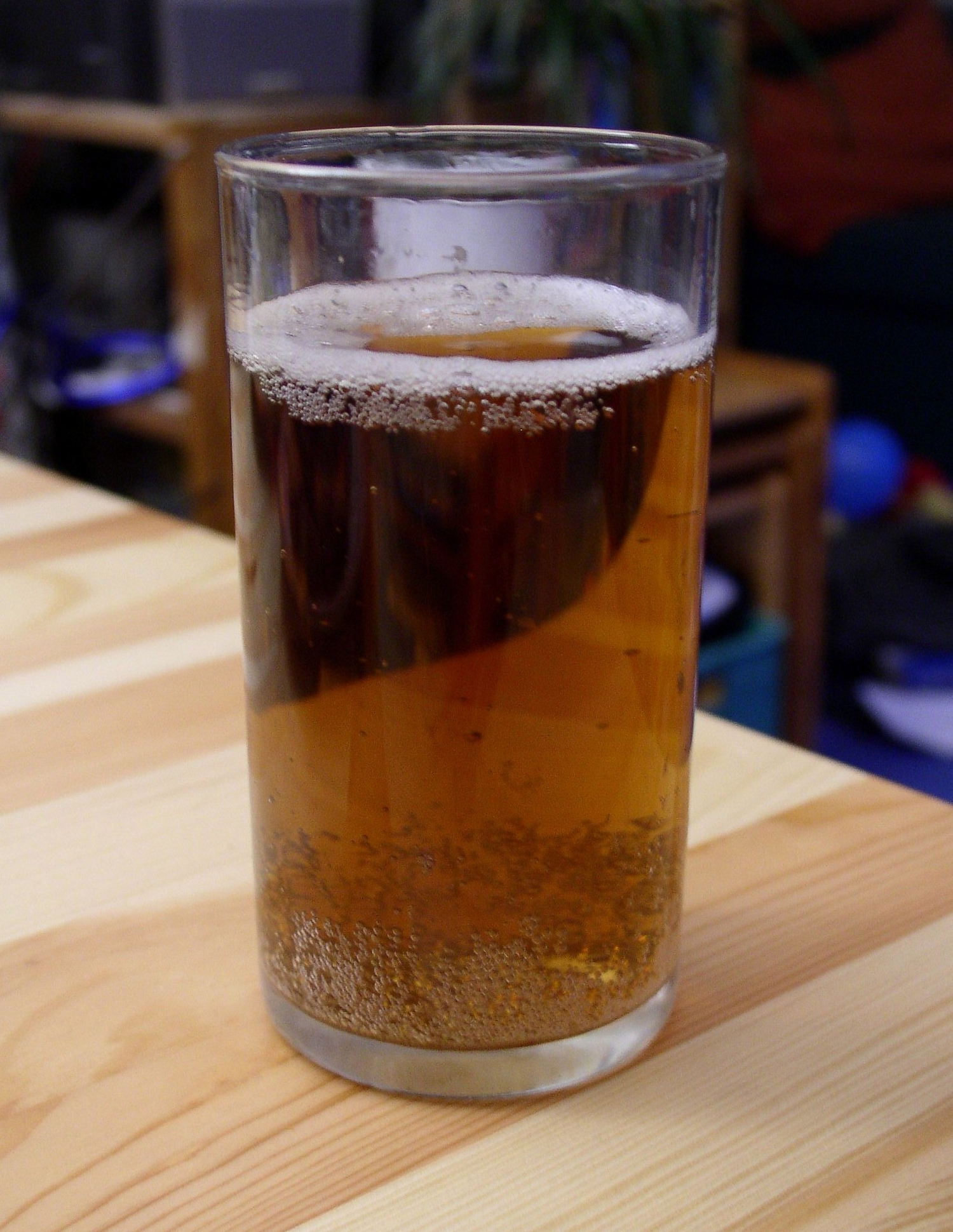
Ett glas Fassbrause

Fassbrause är en läskedryck gjord på fruktsafter och örtextrakt. Drycken är framför allt populär och vanligast förekommande i Berlin där den anses vara en lokal specialitet. Fassbrausens alkoholfria karaktär gör att den ironiskt kallas Sportmolle på berlindialekt, där molle betyder öl.
Fassbrausens färg är gyllenbrun och liknar därmed öl och smakar äpplelikt. Till smaken och innehåll liknar Fassbrause den österrikiska drycken Almdudler men är mindre söt och saknar en del av Almdudlerns utpräglade kryddiga smak.
I några av de nya förbundsländerna, i det före detta östtyska området, finner man ofta en rödare variant av Fassbrause som härstammar från 1950-talet.